# أمجد علي خان
أمجد علي خان هو عازف هندي كلاسيكي ومؤلف موسيقي، ظهر في أول حفل موسيقي منفرد وهو في سن السادسة. ولد في أكتوبر 1945م في بلدة قاليور، وينتمي إلى واحدة من الأسر الموسيقية العريقة التي يعود تاريخها إلى عهد الأمبراطور المغولي جلال الدين محمد أكبر. أعد عنه فيلمًا وثائقيًا بعنوان «سلاسل الحرية».

## نشأته وعائلته
ولد أمجد في بلدة قاليور، ووالده الموسيقار حافظ علي خان الذي أسهم في توسع الموسيقى الهندية وانتشارها، وينحدر من ستة أجيال من الموسيقيين الذين يعود لهم الفضل في ابتكار آلة السارود الموسيقية، وهي تشبه في تصميمها آلة العود.

## الجوائز
- في عام 2004 حصل على جائزة فوكوكا للثقافة الآسيوية .
- أعلنت ولاية ماساتشوستس عن يوم أمجد علي خان في 20 أبريل 1984م.
- مواطن فخري في هيوستن وتكساس وتينيسي وأوكلاهوما.
- في 1990 فاز الفيلم الوثائقي لحياة أمجد خان بجائزة فيلم فير.[4]